# Próspero Luis de Arenberg
Próspero Luis, 7º Duque de Arenberg (28 de abril de 1785, Enghien - 27 de febrero de 1861) fue duque de Arenberg, un principado del Sacro Imperio Romano Germánico. También fue el 13.º duque de Aarschot, el 2.º duque de Meppen y el 2.º príncipe de Recklinghausen.
En 1801, el duque Luis Engelbert de Arenberg, el padre de Próspero, perdió el anterior ducado de Arenberg en la margen izquierda del Rin pero recibió un ducado mayor en la margen derecha en 1803.
En 1808 Arenberg contrajo matrimonio con Stéphanie Tascher de La Pagerie, una sobrina de Joséphine de Beauharnais (emperatriz del Imperio francés).
A su esposa le fue dado como regalo el hotel de Chimay, conocido como el hôtel de La Pagerie en París en 1808.
A él se le concedieron nuevos territorios por el marido de Joséphine, Napoleón Bonaparte (ampliando sus posesiones de 413 km² a 3388 km²) y ganó los títulos adicionales de duque de Meppen y príncipe de Recklinghausen. Perdió su soberanía sobre sus territorios en 1810 cuando Arenberg fue mediatizado a Francia pero retuvo el tratamiento de SAS (Su Alteza Serenísima), que todavía es utilizado por sus descendientes.
Arenberg era coronel en el belga Chevau-Légers d'Arenberg que combatió en la Guerra Peninsular y fue herido y capturado por los británicos en la batalla de Arroyo dos Molinos el 28 de octubre de 1811.
Arenberg no tomó parte en la campaña de Waterloo de 1815 para asistir al baile de la duquesa de Richmond, pero sus contactos entre los británicos no salvaron sus tierras que fueron perdidas cuando fueron invadidas por los prusianos y hanoverianos. En 1816 se divorció de su primera esposa y contrajo matrimonio de nuevo en 1819 con la Princesa María Ludmila de Lobkowicz. María Ludmila y Arenberg tuvieron siete hijos, el tercero y primer varón Engelbert Augusto, heredó los títulos de su padre convirtiéndose en el 8.º duque de Arenberg.

## Colección de Arte
En 1833 heredó la colección de arte de Augusto María Raimundo de Arenberg, quien empezó a coleccionar arte intensivamente a partir de su retiro en 1830 hasta su muerte en 1833. Muchas de estas obras fueron catalogadas en el palacio ducal en Bruselas en 1829 & 1855 y más tarde de nuevo en 1904 en Dusseldorf.

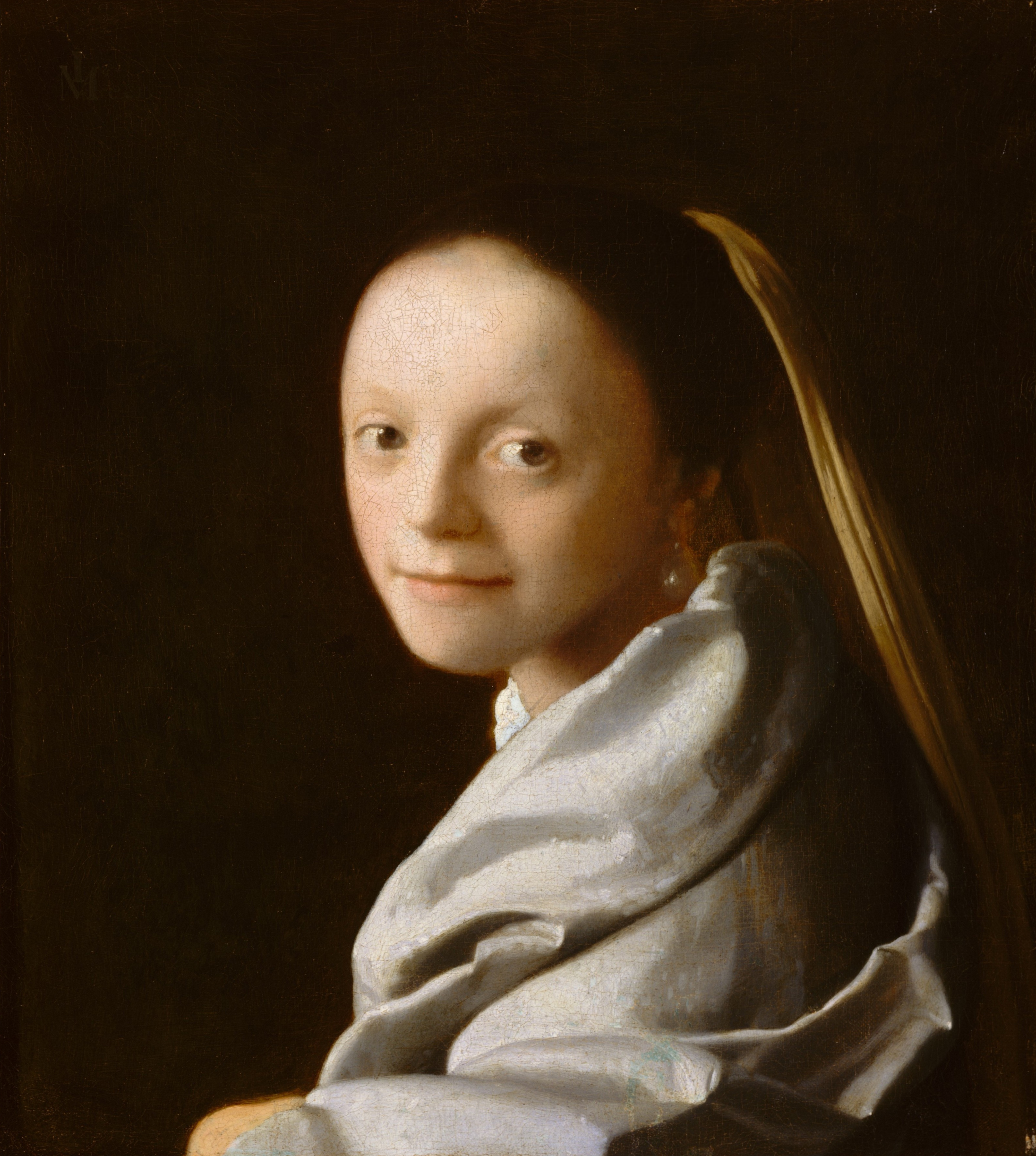
Retrato de una mujer joven, por Johannes Vermeer
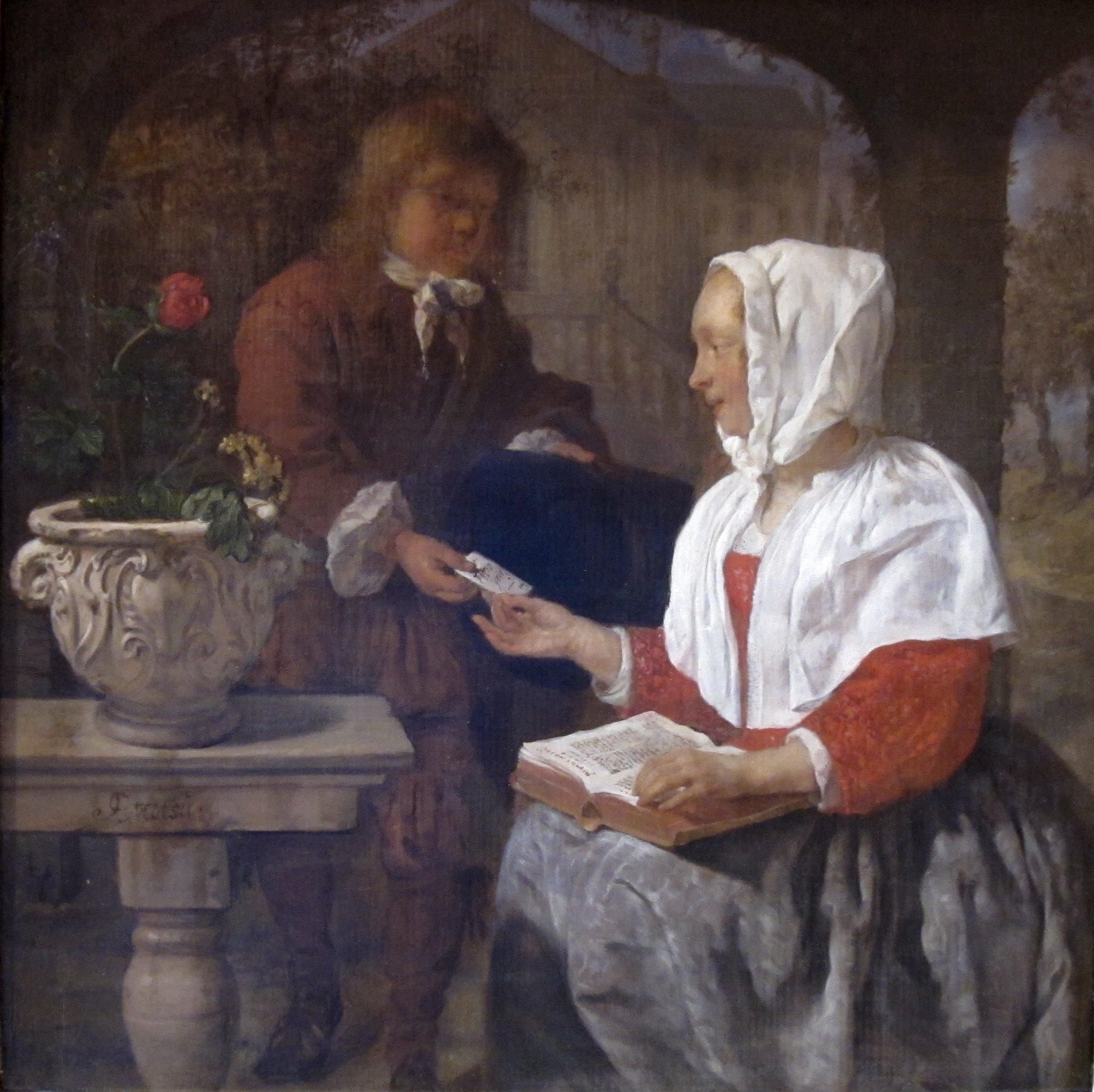
Una chica recibiendo una carta, por Gabriel Metsu
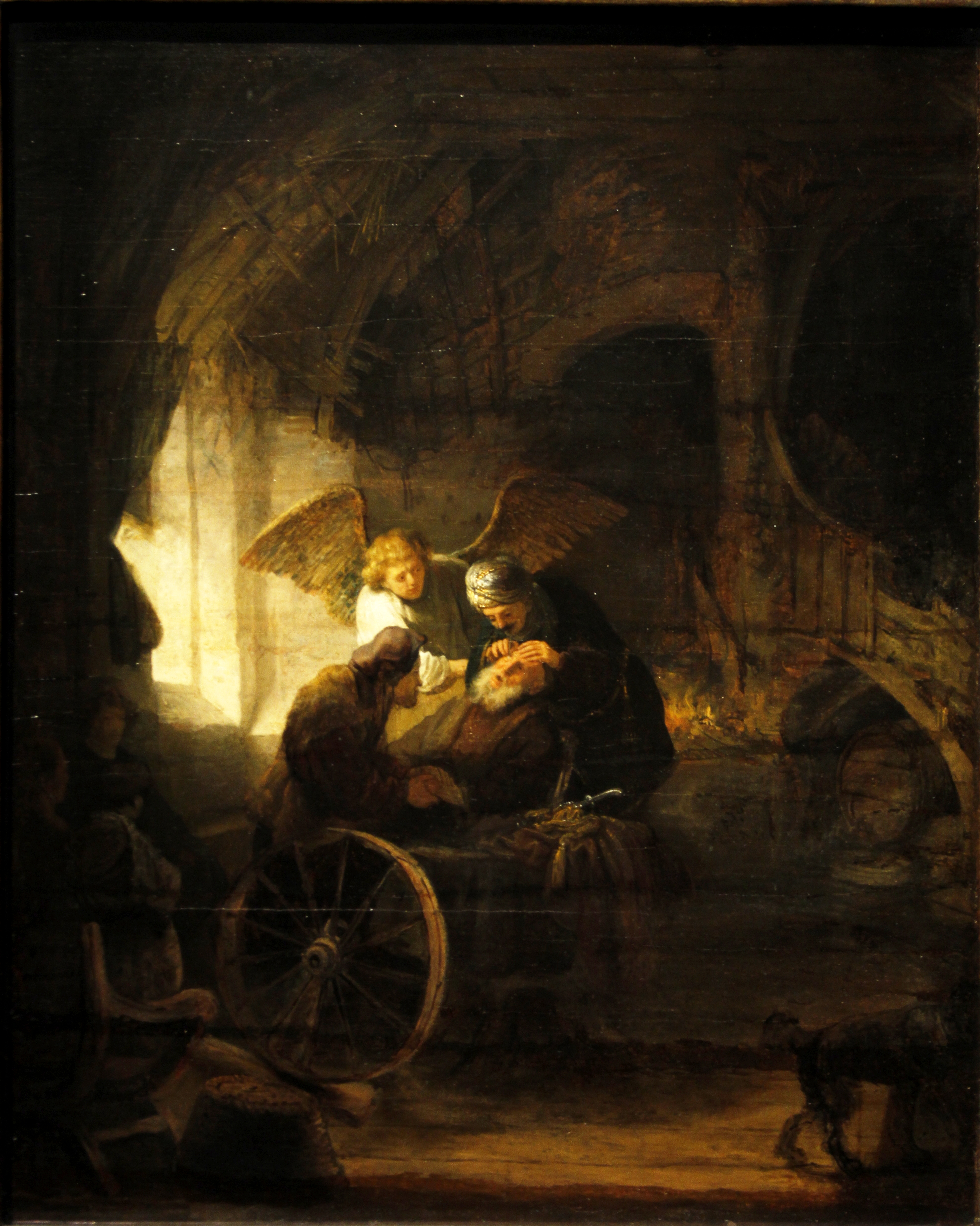
Tobías curando a su padre, por Rembrandt